# ربکا اسمیت (شناگر)
ربکا اسمیت (انگلیسی: Rebecca Smith؛ زادهٔ ۱۴ مارس ۲۰۰۰) شناگر زن اهل کانادا است.
وی در مسابقات کشوری و بین‌المللی در مجموع برندهٔ ۱ مدال طلا، ۳ مدال نقره، ۷ مدال برنز شده‌است.